# Tarmvridrøn
Tarmvridrøn (Sorbus torminalis), ofte skrevet tarmvrid-røn, er et op til 25 meter højt træ, der i Danmark er plantet hist og her, men som også er meget sjældent vildtvoksende.

## Beskrivelse
Tarmvridrøn er et mellemstort, løvfældende træ med en først ægformet, senere kuplet krone. Stammen er tyk og ret med næsten vandrette grene. Barken er først blank med rødbrun lysside og olivengrøn skyggeside. Senere bliver den mørkebrun og ru, og til sidst er den grå og skaller af i store, firkantede flager. Knopperne er spredte, runde og skinnende grøn.
Bladene er ahornagtige med fem grove lapper og fint takket rand. Oversiden er mørkegrøn og blank, mens undersiden er mat og lysegrøn. Høstfarven er rød til rødviolet. Blomsterne er samlet i løse halvskærme. De enkelte blomster er hvide med gule støvdragere. Frugterne er lidt pæreagtige i formen og brune med svage, langsgående ribber. Frøene modner ikke helt godt i Danmark.
Rodnettet består af grove, tykke rødder, der kun er lidt forgrenede. Oftest sælges træet dog podet på en seljerøn-grundstamme. Det har dermed dette træs rodnet. Også denne Røn kan give jordtræthed.
Højde x bredde og årlig tilvækst: 20 x 10 m (40 x 20 cm/år).

## Voksested
Tarmvridrøn hører hjemme i det centrale og sydøstlige Europa. Den har dog sin nordgrænse på Bornholm, Møn og Sydsjælland, hvor den ses meget sjældent som vildtvoksende på veldrænet, varm bund. I øvrigt ses den hist og her plantet.
Danmarks største tarmvrid-røn vokser i parken bag den gamle hovedbygning på Moesgård syd for Aarhus.
Ved Døndalen og Helligdomsklipperne på Bornholm vokser træet sammen med bl.a. ahorn, ask, avnbøg, benved, bøg, alm. engelsød, fjerbregne, hassel, vedbend, blå anemone, bredbladet mangeløv, dansk arum, gul anemone, hulkravet kodriver, kratfladbælg, kratviol, liljekonval, navr, skovstorkenæb, spidsløn, stilkeg, tandrod, vortebirk og æblerose
| Portal | Portal:Botanik |

## Note
1. ↑  Anonym: NATURA 2000-basisanalyse for Habitatområde nr. 159: Spællinge Ådal, Døndal og Helligdomsklipperne